# Levinus Hulsius
Levinus Hulsius, ook Levinus van Hulse of Levin Hulsius (Gent, 1546 - Frankfurt am Main, 1606) was een instrumentenmaker, uitgever en drukker, taalkundige en lexicograaf. Hij schreef uitvoerig over het maken van meetkundige instrumenten. Hoewel hij in Vlaanderen geboren was leefde en werkte hij in Nederland, Engeland en Duitsland. Hij verwierf drukplaten van de erfgenamen van Tycho Brahe en zorgde voor de tweede uitgave van de Astronomiae instauratae mechanica in 1602.

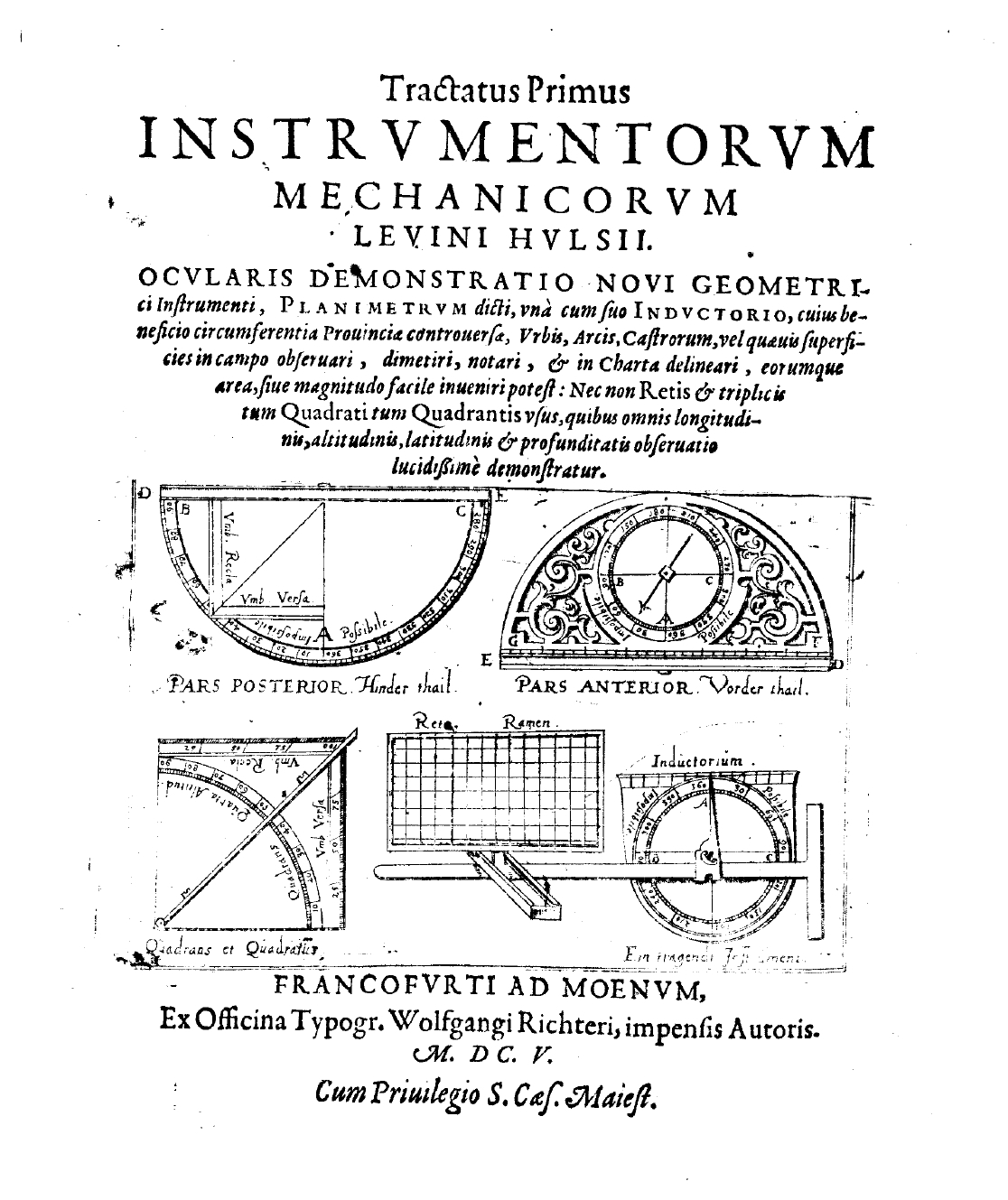
Tractatus instrumentorum mechanicorum, 1605

- Biblioteca Nacional de España: XX4579937
- Bibliothèque nationale de France: cb12459951q (data)
- Biografisch Portaal: 10268492
- Digitale Bibliotheek voor de Nederlandse Letteren: huls080
- Stuttgart Database of Scientific Illustrators 1450–1950: 2532
- Gemeinsame Normdatei: 117056235
- International Standard Name Identifier: 0000 0001 1641 7327
- Library of Congress Control Number: no99039378
- Nationale Bibliotheek van Tsjechië: ola364115
- Nationale Bibliotheek van Israël: 987007291906205171
- Nederlandse Thesaurus van Auteursnamen: 072356758
- Istituto Centrale per il Catalogo Unico: BVEV048762
- Système universitaire de documentation: 068527985
- Virtual International Authority File: 197356837
- WorldCat: E39PBJj4vWQbXm6qKggBhv9bh3